# رود ماتیرا
رود ماتیرا (انگلیسی: Matyra) یک رودخانه در استان تامبوف کشور روسیه است.